# György Kosztolánczy
György Kosztolánczy [Ďérď Kostolánči], (* 24. květen 1977 Maďarsko) je bývalý reprezentant Maďarska v judu.
Kosztolánczy byl po celou karieru ve stínu Anatala Kovácse. V roce 2004 vybojoval bronzovou evropskou medaili před domácích publikem v kategorii bez rozdílu vah.

## Výsledky
| Turnaj                               | 1997 | 1998 | 1999 | 2000 | 2001 | 2002 | 2003 | 2004 |
| ------------------------------------ | ---- | ---- | ---- | ---- | ---- | ---- | ---- | ---- |
| Mistrovství Evropy + bez rozdílu vah | úč.  | dns  | dns  | úč.  | dns  | dns  | dns  | dns  |
| Mistrovství Evropy + bez rozdílu vah | dns  | dns  | dns  | dns  | dns  | 5.   | úč.  | 3.   |
| ME juniorů                           | 3.   | -    | -    | -    | -    | -    | -    | -    |